# Alcoz
Alcoz (oficialmente Alkotz) es un concejo y localidad española del municipio de Ulzama, perteneciente a la Comunidad Foral de Navarra.

## Historia
Hacia mediados del siglo XIX, el lugar, ya por entonces perteneciente a Ulzama, tenía contabilizada una población de 148 habitantes. Aparece descrito en el primer volumen del Diccionario geográfico-estadístico-histórico de España y sus posesiones de Ultramar de Pascual Madoz con las siguientes palabras:

ALCOZ: l. del valle y ayunt. de Ulzama, en la prov., aud. terr. y c. g. de Navarra, merind., part. jud. y dióc. de Pamplona (4 1/2 leg.) arciprestazgo de Anué: sit. en la falda de un monte á la márg. der. y á dist. de 7 minutos del arroyo que baja de Gorriti: le combaten todos los vientos y su clima es bastante saludable, aunque algo propenso á calenturas tercianarias por los charquinales ó pequeños pantanos que en distintos puntos forman las aguas que descienden de las alturas. Tiene con su barrio de Locen, que se halla hácia el E., 20 casas de mediana fáb. y comodidad, y una igl. parr. bajo la advocacion de S. Estévan, servida por un cura párroco llamado abad: carece de escuelas, pero los niños de ambos séxos pasan al inmediato pueblo de Iraizoz á recibir la educacion primaria elemental. Confina el térm. por N. con la venta de Odolaga (1 1/4 leg.), por E. con el de Arraiz (1/2) por S. con el de Iraizoz (8 minutos) y por O. con el de Elzaburu (3/4). El terreno aunque se halla cubierto de peñascos y escabrosidades es bastante fertil: abraza 550 robadas de cultivo de 1.ª calidad, 200 de 2.ª y 300 de 3.ª; los pantanos de que se ha hablado son un obstáculo para que las labores se ejecuten con toda la perfeccion, impidiendo asi el entero desarrollo de la riqueza agrícola, y que el terreno dé todos los frutos de que es susceptible por su buena calidad. En la parte inculta y baldia crecen muchos pinos, robles y arbustos para combustibles, y buenas yerbas destinadas á pastos de ganados. Prod.: trigo, cebada, centeno, legumbres, verduras y algunas frutas: cria ganado vacuno, lanar y cabrio, y el mular necesario para la labranza. Pobl. 28 vec. 148 alm.: contr. con su ayunt. y valle de Ulzama.
(Madoz, 1845, p. 472)

## Demografía
En 2023, la entidad singular de población tenía empadronados 193 habitantes y el núcleo de población, 190.
| Padrón correspondiente al año > | 2000 | 2002 | 2004 | 2006 | 2008 | 2010 | 2012 | 2014 | 2016 | 2018 |
| Alcoz                           | 220  | 217  | 213  | 205  | 200  | 204  | 204  | 191  | 189  | 186  |

## Patrimonio
Hay en el lugar una iglesia de San Esteban.